# Overdødelighed
Overdødelighed betyder, at der i en periode dør flere end normalt, mens underdødelighed betyder, at færre dør end normalt. Hvad der anses for normalt afhænger af, hvad man vil måle dødeligheden mod.

## Danmark og overdødelighed under coronapandemien

### Danmarks Statistik
Vil man undersøge dødeligheden under coronapandemien, er det naturligt at sammenligne med dødeligheden før pandemien. I 2020 døde 54.645 personer i Danmark, mens der i 2019 døde 53.958 personer. Det døde altså 687 flere i pandemiåret 2020 end i 2019, men da 2020 var et skudår, skal tallene for 2020 korrigeres ned ved at trække fra en gennemsnitsdag (54645/366=149). Korrigeret for skudåret var der en overdødelighed på 538 personer i 2020 sammenlignet med 2019. I 2021 var overdødeligheden 3.194 personer i forhold til 2019, mens der i 2022 var en overdødelighed på 5.477 personer i forhold til 2019. Sammenlignet med gennemsnittet for de sidste fem år før pandemien var overdødeligheten i 2022 5.869 personer.
Sammenlagt overdødelighed for årene 2020-2022 i forhold til 2019: 538+3.194+5.477= 9209 mennesker.

### Opgørelse fra Statens Serum Institut og Sundhedsstyrelsen
Statens Serum Institut (SSI) lavede en opgørelse af mennesker som døde af covid-19 for Ekstrabladet i perioden fra 2020 uge 11 til 2023 uge 11. Resultatet er 3861 mennesker. Der blev også lavet en opgørelse af Sundhedsstyrelsen af mennesker som døde med relation til covid-19 og dette resultat er 8300 mennesker (incl. de 3861).